# Lucifuga teresinarum
Lucifuga teresinarum är en fiskart som beskrevs av Díaz Pérez, 1988. Lucifuga teresinarum ingår i släktet Lucifuga och familjen Bythitidae. IUCN kategoriserar arten globalt som sårbar. Inga underarter finns listade i Catalogue of Life.